# Juan Ramón López Muñiz
Pour les articles homonymes, voir Muniz.
Juan Ramón López Muñiz, né le 5 novembre 1968 à Gijón (Asturies, Espagne), est un footballeur espagnol reconverti en entraîneur. Il est nommé nouvel entraîneur du Málaga CF faisant suite à la relégation du club en deuxième division le 20 juin 2018.

## Biographie

### Joueur
Formé dans les catégories inférieures du Sporting de Gijón au poste de défenseur, il joue pendant son service militaire au CD Izarra (saison 1988-1989). Il débute avec le Sporting en première division lors de la saison 1991-1992. Il reste pendant cinq saisons en équipe première.
Il joue ensuite au Rayo Vallecano où il inscrit quatre buts en 40 matches lors de la saison 1998-1999. Il met un terme à sa carrière au CD Numancia en 2002.
Il dispute un total de 234 matchs en première division, inscrivant 6 buts, et 98 matchs en deuxième division, marquant 4 buts.

### Entraîneur
Il est l'assistant de l'entraîneur Juande Ramos à l'Espanyol de Barcelone et au Málaga CF.
López Muñiz débute comme entraîneur en chef avec l'UD Marbella en 2006. La même année, il rejoint le Málaga CF qu'il parvient à faire monter en première division lors de la saison 2007-2008.
En 2008, il est recruté par le Racing de Santander. Il participe à la Coupe UEFA avec cette équipe.
En 2009, il retourne au Málaga CF avec qui il parvient à éviter la relégation en deuxième division. Puis, en octobre 2010, il redevient l'assistant de Juande Ramos au FC Dnipro Dnipropetrovsk.
Lors de la saison 2015-2016, il entraîne l'AD Alcorcón qu'il ne parvient pas à faire monter en première division.
En juin 2016, il est recruté par le Levante UD qui vient d'être relégué en D2. Il parvient à faire remonter le club en D1 dès sa première saison, mais se fait licencier le 4 mars 2018 après un match nul à domicile contre l'Espanyol de Barcelone. Il est remplacé par Paco López.
Il devient le nouvel entraîneur du club de Málaga pour la saison 2018-2019 en D2 espagnole à partir du 20 juin 2018. Il est limogé en avril 2019.
Le 5 juillet 2020, il rejoint le Deportivo Alavés pour assurer le maintien de l'équipe en D1 lors des dernières journées du championnat. Son contrat prend fin le 21 juillet 2020, au terme de la saison.